# Polystachya villosa
Polystachya villosa är en orkidéart som beskrevs av Robert Allen Rolfe. Polystachya villosa ingår i släktet Polystachya och familjen orkidéer. Inga underarter finns listade i Catalogue of Life.